# ضحايا حرب لبنان 2006
وقع العديد من الضحايا في حرب لبنان 2006 مما أدى إلى إدانة كلا الجانبين إلا أنه تم التشكيك في التوزيع الدقيق للضحايا. ذكر المجلس اللبناني العالي للإغاثة واليونيسيف ومختلف وكالات الصحافة والمنظمات الإخبارية أن معظم القتلى كانوا من المدنيين اللبنانيين إلا أن الحكومة اللبنانية لا تفرق بين المدنيين والمقاتلين في أرقام القتلى. حددت الحكومة الإسرائيلية 43 مدنيا إسرائيليا قتلوا في هجمات صاروخية من حزب الله من بينهم أربعة أشخاص لقوا حتفهم بسبب اعتداءات قلبية خلال الهجمات الصاروخية. تتراوح حصيلة قتلى الجيش الإسرائيلي بين 118 و 121 شخصا حسب المصدر وما إذا كانت الإصابات التي حدثت بعد وقف إطلاق النار أم لا. كانت أرقام مقاتلي حزب الله قتلت أكثر من غيرهم حيث قتل حزب الله 250 مقاتلا في حين ادعت إسرائيل مقتل 530 مقاتلا من حزب الله. يقدر الجيش الإسرائيلي ما بين 600 و 700 مقاتل من مقاتلي حزب الله. يمكن أن تكون المصادر متضاربة.

## عموما

### ضحايا الأطراف المعنية
| الكيان                                        | المدنيون | العسكريون |
| --------------------------------------------- | --- | --- |
| حركة أمل                                      | | 20 وفاة |
| حزب الله                                      | | الوفيات: ≈250 مقاتلين من حزب الله قتلوا أثناء القتال، ≤500 قدرهم مسؤولون حكوميون وعسكريون ومخابرات، ≈500 قدرتهم الأمم المتحدة ≈600 قدرهم الجيش الإسرائيلي، 450 جثة حددها إسرائيل وتصل إلى 700 جثة حسب تقدير أميدرور                         |
| إسرائيل                                       | 45 وفاة 35 بجراح خطيرة 70 بجروح متوسطة 1,390 بجروح طفيفة 2,775 يعالجون من الصدمة والقلق | 120 جندي من الجيش الإسرائيلي قتلوا في الحرب بما في ذلك الجنديان اللذان ضبطت جثتهما في عملية الوعد الصادق التي بدأت الحرب ولم يتم تأكيد مصيرهما إلا بعد تبادل جثتيهما مع سجناء لبنانيين في عام 2008..... 1,244 جندي جريح من الجيش الإسرائيلي |
| لبنان                                         | غير معروف. 1200 قتيل لبناني (بما في ذلك المقاتلون والمدنيون الأجانب في لبنان) 4,410 جريح أفادت التقارير على نطاق واسع أن معظم القتلى من المدنيين، لكن الحكومة اللبنانية لا تفرق بين المدنيين والمقاتلين في أرقام القتلى. | 50 وفاة ~100 جريح |
| الحزب الشيوعي اللبناني                        | | 15 وفاة |
| الجبهة الشعبية لتحرير فلسطين – القيادة العامة | | 2 وفاة |
| الأمم المتحدة                                 | 1 وفاة | 5 وفيات 125 جريح. طالع المقالة الرئيسية |
| المجموع                                       | 1,233+ وفيات، بمن فيهم المسلحون 5,089+ جريح | 438-888+ وفاة 512+ جريح |

### الضحايا المدنيين الأجانب في إسرائيل
- الأرجنتين – 1 وفاة[25]
- الولايات المتحدة – 1 وفاة[26]
- المجموع: 2 وفاة

### الضحايا المدنيين في لبنان
- البرازيل – 6 وفاة[27][28]
- كندا – 8 وفاة; 6 جرحى[29]
- ألمانيا – 4 وفاة[30][31]
- الهند – 1 وفاة[32]
- إندونيسيا – 1 وفاة[33]
- العراق – 1 وفاة[34]
- الأردن – 1 وفاة[34]
- الكويت – 2 وفاة[35]
- نيجيريا – 1 وفاة[36]
- الفلبين – 2 وفاة; 6 جرحى[37]
- سريلانكا – 1 وفاة[34]
- سوريا – 17 وفاة[38]
- أوكرانيا – 1 وفاة[39]
- المجموع: 51 وفاة; 25 جرحى

## اللبنانيون
- وفقا لوسائل الإعلام المختلفة أفيد عن مقتل ما يتراوح بين 1000 و 1200 شخص. بالإضافة إلى ذلك كان هناك ما بين 480 و 1100 جريح وأكثر من 1,000,000 كانوا مؤقتا لاجئين مع عدد غير معروف من المدنيين المفقودين في الجنوب.
- في 28 يوليو أعلن وزير الصحة اللبناني محمد خليفة أن المستشفيات في لبنان تلقت 401 قتيلا لبنانيا منذ 12 يوليو. ذكر أيضا أنه «على رأس هؤلاء الضحايا هناك 150 إلى 200 جثة لا تزال تحت الأنقاض ولم نتمكن من سحبهم لأن المناطق التي ماتوا فيها لا تزال تحت النيران».
- اعتبارا من 8/5 المركز الطبي في الجامعة الأمريكية في بيروت أكبر وأهم مستشفى في لبنان لديه القدرة الكافية فقط لمواصلة العمليات لمدة أسبوع. هناك شحنة من الوقود من ناقلة النفط أفروديت تنتظر في البحر الأبيض المتوسط ولكن ليس لديها تأكيد مكتوب للممر الآمن.
- وفقا لمجلس الإنماء والإعمار للحكومة اللبنانية بلغت الخسائر اللبنانية المتكبدة 3.5 مليار دولار أمريكي: 2 مليار دولار للمباني و 1.5 مليار دولار للبنية التحتية.

### حزب الله
- يقر حزب الله بقتل 49 شخصا. زعم رئيس أركان الجيش الإسرائيلي الفريق دان حالوتس أن ما يقرب من 100 من مقاتلي حزب الله قد قتلوا في 22 يوليو في القتال البري في جنوب لبنان. ادعى الجيش الإسرائيلي مقتل أكثر من 300 مقاتل من حزب الله (وهو ما نفاه حزب الله) اعتبارا من 1 أغسطس.
- أفادت صحيفة كويت تايمز أن حزب الله دفن أكثر من 700 مقاتل في 30 أغسطس.
- تفيد تقارير صحيفة أستراليان بأن إسرائيل لديها أسماء أكثر من 430 مقاتلا من حزب الله قتلوا وتقدر مجموع موتى حزب الله بأكثر من 800 في 29 أغسطس (ذكر أبراهام رابينوفيتش مؤخرا في صحيفة واشنطن تايمز يوم 27 سبتمبر أن إسرائيل لديها الآن 532 اسما).

تقرير في 4 أغسطس يوثق المساعدات المالية الإيرانية لأسر مقاتلي حزب الله ويزعم أن حزب الله قد فقد بالفعل 500 رجل بالإضافة إلى 1500 جريح. قال التقرير أن الجرحى يعالجون في سوريا لجعل الجرحى أكثر صعوبة.

## الإسرائيليون
- قتل ما مجموعه 121 جنديا من الجيش الإسرائيلي في الحرب بما في ذلك الجنديان اللذين ضبطت جثتهما في عملية الوعد الصادق التي بدأت الحرب ولم يتم تأكيد مصيرهما إلا بعد تبادل جثتهما للسجناء اللبنانيين في عام 2008.
- طبقا لوزارة الخارجية الإسرائيلية فقد قتل 43 مدنيا من بينهم 18 عربيا إسرائيليا في حين تم علاج 418 مدنيا آخرين في المستشفيات وأصيب 19 منهم بجراح خطيرة و 875 عولجوا من الصدمة. ترك العديد من المدنيين منازلهم في شمال إسرائيل وذهبوا إلى الجنوب.
- 1.6 مليار دولار للاقتصاد الإسرائيلي.
- كلفت الحرب 5.3 مليار دولار.
- فقدت الشركات الإسرائيلية الشمالية 1.4 مليار دولار.
- تبلغ التعويضات المقدرة لسكان شمال إسرائيل 335.4 مليون دولار.
- تعتزم إسرائيل تقديم 460 مليون دولار إلى الحكومات المحلية وخدمات الطوارئ في شمال إسرائيل.
- تم إغلاق 630 مصنعا في إسرائيل.
- فقدت إسرائيل 1.5 في المائة في إجمالي الناتج المحلي.
- شرد 300,000 إسرائيلي.
- يعيش أكثر من مليون إسرائيلي في مآوى ضد القنابل.
- تضرر 6 آلاف منزل بالصواريخ.
- من المتوقع أن تتعافى الغابات الإسرائيلية خلال 50 إلى 60 عاما.
- تم حرق 6,178 من أراضي الرعي في إسرائيل.
- تم حرق 618 فدان (2.50 كيلومتر مربع) من الغابات الطبيعية أو المزروعة.

|          | الجنود | الجنود | الجنود | المدنيون | المدنيون | الصواريخ المطلقة | الصواريخ المطلقة |
|          | قتلى   | جرحى   | أسرى   | قتلى     | جرحى     | على إسرائيل      |                  |
| -------- | ------ | ------ | ------ | -------- | -------- | ---------------- | ---------------- |
| 12 يوليو | 8      | 4      | 2      |          | 2        | 22               |                  |
| 13 يوليو |        | 2      |        | 2        | 67       | 125              |                  |
| 14 يوليو | 4      | 2      |        | 2        | 19       | 103              |                  |
| 15 يوليو |        | 4      |        |          | 16       | 100              |                  |
| 16 يوليو |        | 17     |        | 8        | 77       | 47               |                  |
| 17 يوليو |        |        |        |          | 28       | 92               |                  |
| 18 يوليو |        | 1      |        | 1        | 21       | 136              |                  |
| 19 يوليو | 2      | 15     |        | 2        | 18       | 116              |                  |
| 20 يوليو | 5      | 8      |        |          | 16       | 34               |                  |
| 21 يوليو | 1      | 3      |        |          | 52       | 97               |                  |
| 22 يوليو |        | 7      |        |          | 35       | 129              |                  |
| 23 يوليو |        |        |        | 2        | 45       | 94               |                  |
| 24 يوليو | 4      | 27     |        |          | 17       | 111              |                  |
| 25 يوليو |        | 10     |        | 2        | 60       | 101              |                  |
| 26 يوليو | 8      | 31     |        | 1        | 32       | 169              |                  |
| 27 يوليو |        | 6      |        |          | 38       | 109              |                  |
| 28 يوليو |        | 10     |        |          | 19       | 111              |                  |
| 29 يوليو |        | 7      |        |          | 10       | 86               |                  |
| 30 يوليو |        | 8      |        |          | 81       | 156              |                  |
| 31 يوليو |        | 12     |        |          | 25       | 6                |                  |
| 1 أغسطس  | 3      | 12     |        |          |          | 4                |                  |
| 2 أغسطس  | 1      | 41     |        | 1        | 88       | 230              |                  |
| 3 أغسطس  | 4      | 22     |        | 8        | 76       | 213              |                  |
| 4 أغسطس  | 3      | 25     |        | 3        | 97       | 194              |                  |
| 5 أغسطس  | 2      | 70     |        | 4        | 59       | 170              |                  |
| 6 أغسطس  | 12     | 35     |        | 4        | 150      | 189              |                  |
| 7 أغسطس  | 3      | 35     |        |          | 12       | 185              |                  |
| 8 أغسطس  | 6      | 74     |        |          | 10       | 136              |                  |
| 9 أغسطس  | 15     | 186    |        |          | 36       | 166              |                  |
| 10 أغسطس | 2      | 123    |        | 2        | 21       | 155              |                  |
| 11 أغسطس | 1      | 76     |        |          | 26       | 123              |                  |
| 12 أغسطس | 24     | 131    |        |          | 24       | 64               |                  |
| 13 أغسطس | 9      | 203    |        | 1        | 105      | 217              |                  |
| 14 أغسطس |        | 37     |        |          | 2        |                  |                  |
| 15 أغسطس | 2      |        |        |          |          |                  |                  |
| المجموع  | 119    | 1244   | 2      | 43       | 1384     | 3990             |                  |

## الأمم المتحدة
تعرض موظفو الأمم المتحدة لعشرات الاعتداءات وقربها من كلا الجانبين خلال النزاع الحالي وأبرزها القصف الإسرائيلي الذي وقع في 25 يوليو على موقع لهيئة الأمم المتحدة لمراقبة الهدنة في فلسطين مما أسفر عن مقتل أربعة مراقبين غير مسلحين تابعين لهيئة الأمم المتحدة لمراقبة الهدنة في فلسطين (نمساوي وكندي وصيني وفنلندي). يقول دبلوماسيون مطلعون على التحقيق أن الغارة نفذت بصاروخ موجه بدقة.
قال الأمين العام للأمم المتحدة كوفي عنان في بيان صادر عن روما أنه «أصيب بالصدمة والحزن العميق من استهداف قوات الدفاع الإسرائيلية على ما يبدو». في 26 يوليو 2006 اتصل رئيس الوزراء الإسرائيلي إيهود أولمرت بكوفي عنان وأعرب عن عميق أسفه لوفاة مراقبي الأمم المتحدة الأربعة ووعد بأن تجري إسرائيل تحقيقا شاملا في الحادث وأن تتقاسم النتائج مع عنان لكنه تم إغفال بيان الأمين العام قائلا أن الهجوم الإسرائيلي على موقع الأمم المتحدة كان «متعمدا على ما يبدو».
بعد الهجوم قال دان غيلرمان ممثل إسرائيل لدى الأمم المتحدة أن إسرائيل لن تسمح للأمم المتحدة نفسها بالمشاركة في التحقيق في الغارة الجوية التي قتلت مراقبي الأمم المتحدة الأربعة.
قبل نهاية القصف في 14 أغسطس استهدف الجيش الإسرائيلي ما قاله بأنه فصيل فلسطيني في مخيم عين الحلوة للاجئين في صيدا. أطلق صاروخان على منطقة سكنية مدنية وقتلوا موظفا من موظفي الأونروا / الأمم المتحدة عبد الصاغر. قبل أيام قليلة قتل مدنيان.

## الروابط الخارجية
- قتل أكثر من 1200 لبناني و 120 جنديا اسرائيليا
- ضحايا إسرائيل, واي نت للأخبار
- www.lebanon-israel.info مناقشة مستمرة حول الصراع بين لبنان وإسرائيل